# 國際貿易大臣
國際貿易大臣（英語：Secretary of State for International Trade）是領導國際貿易部的英國政府閣員。自本部創立以來，國際貿易大臣兼任貿易局主席。該職位及後在2023年2月7日隨時任首相辛偉誠重組內閣而裁撤。

## 職責
國際貿易大臣類似外國的商務部長，職責包括：
- 確保世界級的自由貿易協定並減少貿易壁壘，確保消費者和企業都能從兩者中受益
- 通過吸引和留住外來投資，促進英國各地的經濟增長和綠色工業革命
- 支持英國企業充分利用貿易機會，包括通過提供自由貿易協定所產生的貿易機會，以促進英國出口
- 倡導基於規則的國際貿易體係並營運英國的新貿易體系，包括保護英國企業免受不公平貿易行為的侵害

## 歷史
2016年6月23日，英國在去留歐盟公投中決定脫離歐盟；文翠珊在同年7月13日問鼎相位。由於英國在脫歐後需要與歐盟簽訂新的貿易協議，因此文翠珊在上任當日創立國際貿易部及任命部門大臣。國際貿易大臣和退出欧洲联盟事务大臣的權力和職務大多原本屬於外交大臣，而前兩者的部門職員也是從外交部借調。首任國際貿易大臣是前國防大臣霍理林。

## 列表
政黨：  保守黨
| 肖像             | 肖像             | 大臣                           | 任期           | 任期           | 政黨   | 內閣             |
| ---------------- | ---------------- | ------------------------------ | -------------- | -------------- | ------ | ---------------- |
|                  |                  | 霍理林 北薩默塞特議員          | 2016年 7月13日 | 2019年 7月24日 | 保守黨 | 文翠珊 （第1次） |
|                  | 文翠珊 （第2次） | 霍理林 北薩默塞特議員          | 2016年 7月13日 | 2019年 7月24日 | 保守黨 |                  |
|                  |                  | 莉兹·特拉斯 西南諾福克議員     | 2019年 7月24日 | 2021年 9月16日 | 保守黨 | 莊漢生 （第1次） |
| 莊漢生 （第2次） |                  | 莉兹·特拉斯 西南諾福克議員     | 2019年 7月24日 | 2021年 9月16日 | 保守黨 |                  |
|                  |                  | 卓雅敏 特威德河畔貝里克議員    | 2021年 9月16日 | 2022年 9月6日  | 保守黨 |                  |
|                  |                  | 凱米·巴德諾赫 薩弗倫沃爾登議員 | 2022年 9月6日  | 2023年 2月7日  | 保守黨 | 卓慧思           |
| 辛偉誠           |                  | 凱米·巴德諾赫 薩弗倫沃爾登議員 | 2022年 9月6日  | 2023年 2月7日  | 保守黨 |                  |

## 外部連結
- 國際貿易部官方網站 （页面存档备份，存于）